# ロンドン・コロシアム
ロンドン・コロシアム（London Coliseum）は、英ロンドン、ウェストミンスターのセント・マーティンズ・レーンにある劇場。イングリッシュ・ナショナル・オペラ、イングリッシュ・ナショナル・バレエ団の本拠でもある。別名コロシアム劇場とも。

## 概要
1904年12月24日にロンドン・コロシアム・シアター・オブ・バラエティとして開業。興行師オズワルド・ストールは設計をフランク・マッチャムを頼った。「民衆のためのエンターテイメント」を掲げた劇場は2349席収容で、100周年を迎えた2004年に大規模リニューアルを行った。
2024年には橋本環奈と上白石萌音ダブル主演の『千と千尋の神隠し』ロンドン公演が行われた。